# 牛眼鯛
牛眼鯛為輻鰭魚綱鱸形目鱸亞目鯛科的其中一種，分布於東大西洋區，從挪威、地中海、黑海至安哥拉海域，棲息深度可達300公尺，本魚體細長，體側具有3-5條模糊的金黃色縱紋，胸鰭基部具一黑點，體長可達36公分，棲息在沿海沙石底質海域，屬雜食性，主要以甲殼類為食，可做為食用魚及遊釣魚。